# Schäffer & Walcker
Die Schäffer & Walcker GmbH ist ein deutsches Unternehmen, das von 1845 bis 1901 zahlreiche Arbeiten im öffentlichen Zeitgeschmack des Deutschen Kaiserreiches angefertigt hat, z. B. der Bildhauer Arnold Künne, Franz Krüger, Friedrich Reusch und Ferdinand Lepcke.

## Geschichte
Die 1845 zu Berlin gegründete Firma Bronzegießerei Schäffer & Walcker gehört zu den traditionsreichen deutschen Gießerei- und Sanitärunternehmen. 1871 erfolgte die Umwandlung in eine Aktiengesellschaft, die unter der Leitung von Berthold Schäffer († 1874) als Berliner Actien-Gesellschaft für Centralheizungs-, Wasser- und Gasanlagen (vorm. Schäffer & Walcker) unter der Adresse Lindenstr. 19 firmierte. Das Unternehmen erstellte zunächst Gasbeleuchtungen, Gasheizöfen, Wasserleitungen und Werkstücke aus Zinkguss. Zum Zeitpunkt der Gründung der AG verarbeitete die Firma etwa 12.000 Zentner Metalle, vor allem zu Bronze-Lüstern und Kandelabern. Das Stammkapital betrug 750.000 Taler (3750 Aktien), von denen Berthold Schäffer 200.000 Taler hielt. Ab 14. Juli 1881 führte die AG den Namen Actien-Gesellschaft Schäffer & Walcker (Fabrik für Beleuchtungsgegenstände, Armaturen, Heizungs- u. Ventilations-Anlagen) in der Lindenstr. 18. Vom Geschäftserfolg künden u. a. Großaufträge, wie für den Neubau der Technischen Hochschule Charlottenburg mit einem Auftragsvolumen von mehr als eine Million Mark.
Von 1878 bis 1895 war Alfred Hausding Direktor der Schäffer & Walcker AG. Unter seiner Leitung wurde 1887 ein repräsentatives neues Firmengebäude mit einer prachtvollen Mosaikfassade (von Salvatini in Venedig) errichtet. Im Februar 1888 übernahm die AG die Kunstgießerei Beyschwang & Beyer und erweiterte damit das Produktionsspektrum erheblich. Schäffer & Walcker wurde nun zu einem ernsthaften Konkurrenten der bis dahin führenden Kunstgießerei Gladenbeck. Der Kunstgießermeister Otto Beyschwang blieb in der AG Werkmeister, ebenso wie sein führender Mitarbeiter, der Zieseleur Beyer. Nachfolger Hausdings wurde Wilhelm Schultze-Rhonhof. Nach mehrfachen Kapitalerhöhungen durch Ausgabe neuer Aktien und einer im November 1907 durchgeführten Zusammenlegung von Aktien belief sich das Stammkapital auf 1.680.000 Mark. Zum gleichen Zeitpunkt wurde der Börsenhandel der Aktien durch die Börsenzulassungsstelle auf unbestimmte Zeit ausgesetzt. Hauptgrund war die schlechte Lage auf dem Baumarkt, die die Geschäftsabteilung des Zentralheizungsbaus schwer getroffen hatte. Bereits 1906 waren mit dem Verkauf des Firmengrundstückes Alte Jacobstraße 133 die Sparten Klempnerei, Gießerei und Armaturen aufgelöst worden.
Im August 1920 gründete sich in Berlin die Schäffer und Walcker Zentralheizungen GmbH (Nr. 18750 im Handelsregister Berlin-Mitte) mit dem Ziel, diese Sparte der vormaligen AG weiterzuführen. Das Stammkapital betrug 400.000 Mark. Als Geschäftsführer waren Franz Clauss und Hermann Orth eingetragen.
Ab 1968 wurden die Bereiche Sanitär- und Elektroabteilung gegründet.
Im Jahr 1970 übernahm die Firma Caesar Wollheim GmbH & Co. KG 100 % der Anteile der Schäffer & Walcker GmbH; es handelte sich dabei um eine Umschichtung innerhalb des indirekten Bundesvermögens (vorher Salzgitter-Konzern). Im Zuge der Privatisierung übernahm der heutige Gesellschafter 1984 die Anteile vom Salzgitter-Konzern.

## Werke der Bronzegießerei (Auswahl)
- Otto von Bismarck – Relief in Viersen am Bismarckturm, Guss am 23. Juni 1901
- Otto von Bismarck – Standbild in Norden, Guss 5. Mai 1901.
- Reiterdenkmal Friedrich Franz II. – Standbild in Schwerin. Guss 1889–1890[15][16]
- Kriegerdenkmal 1870/71 – Standbild Kaiser Wilhelm I. in Bocholt. Guss am 20. März 1898, 1918 eingeschmolzen
- Standbild Kaiser Wilhelm I. in Oberhausen-Osterfeld. Guss am 8. Oktober 1898, 1918 eingeschmolzen, 1959 Reste entfernt
- Otto von Bismarck – Standbild in Elberfeld. Guss im November 1897

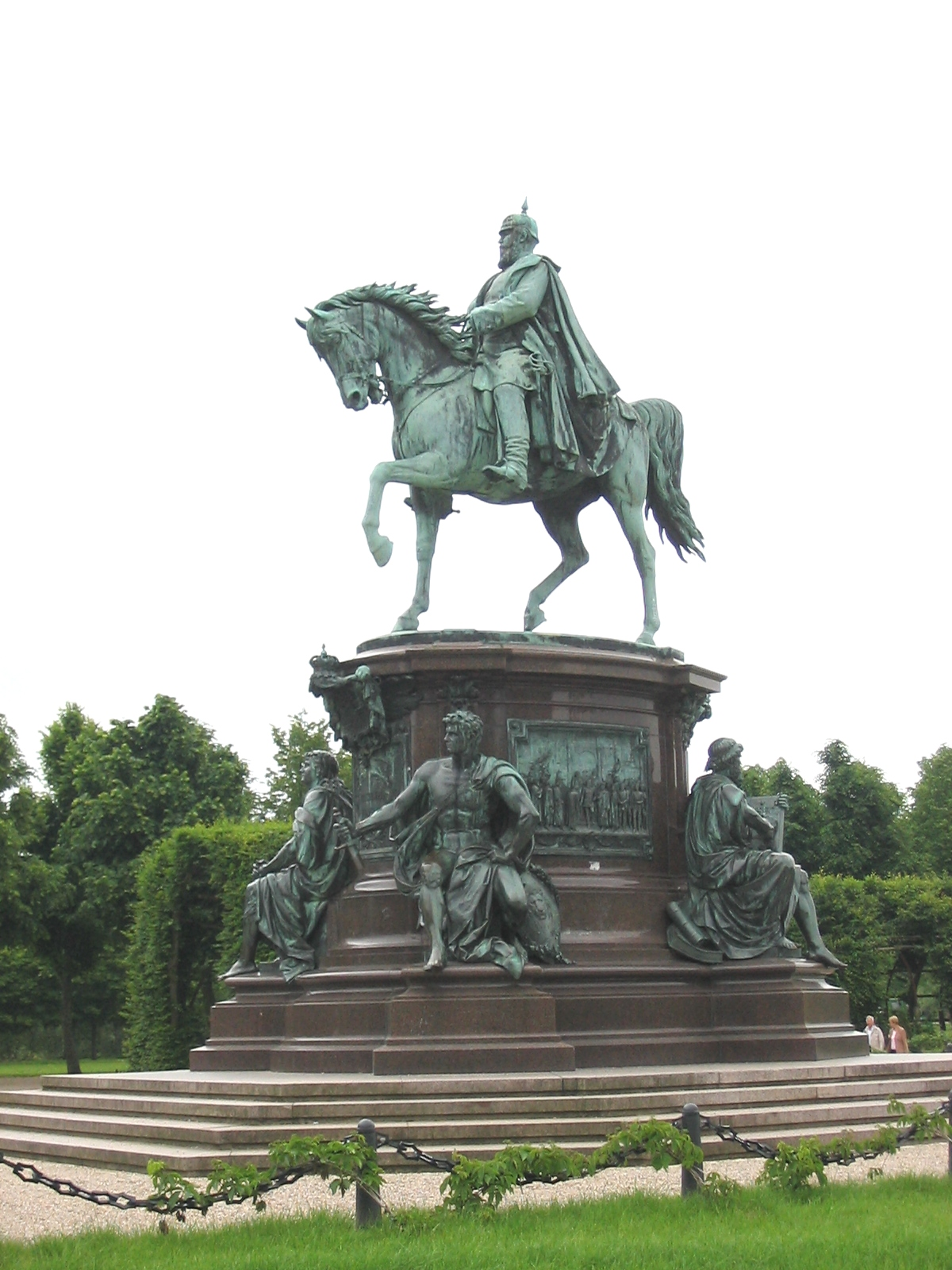
Friedrich Franz II in Schwerin
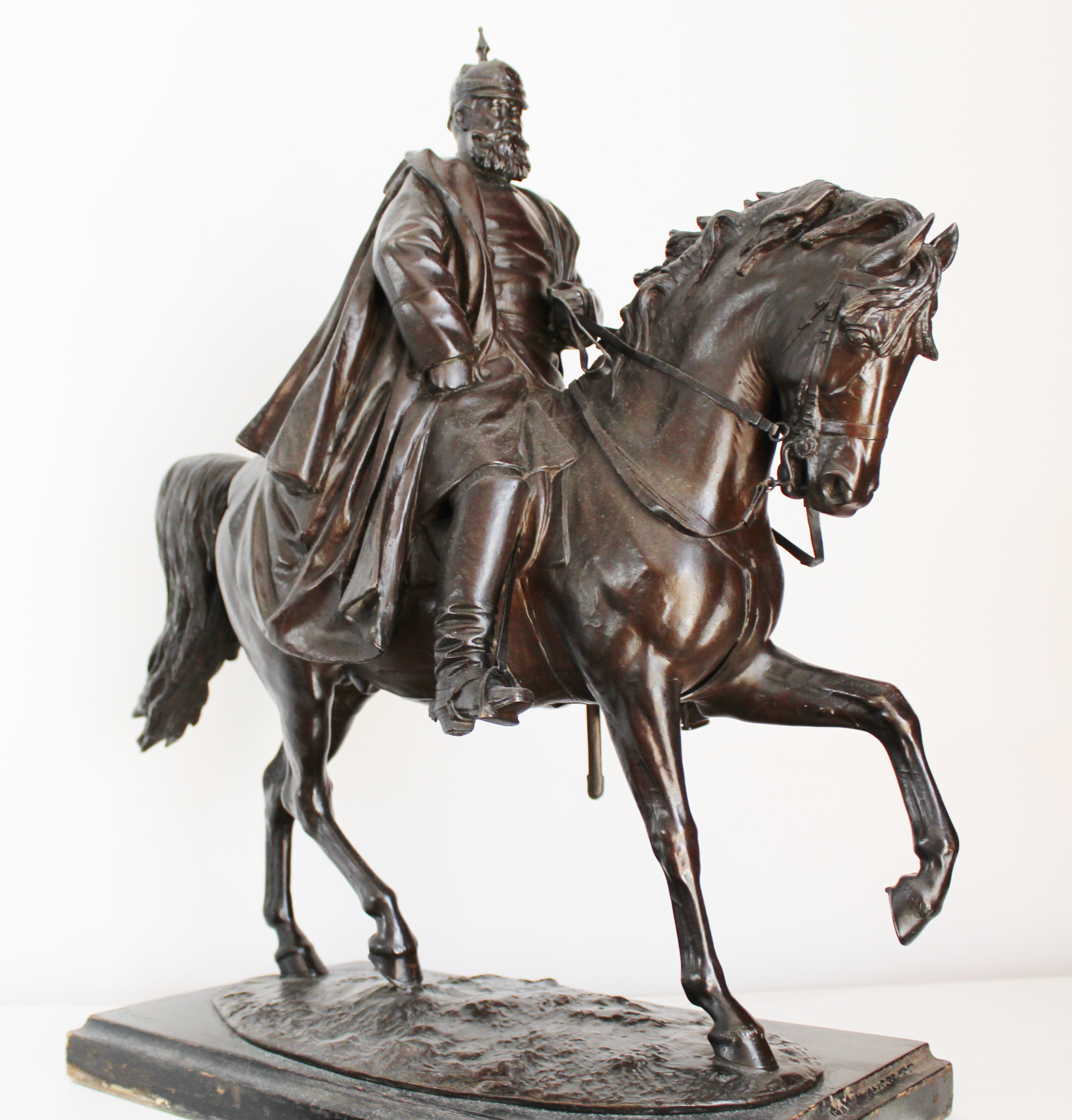
Replik der Reiterfigur
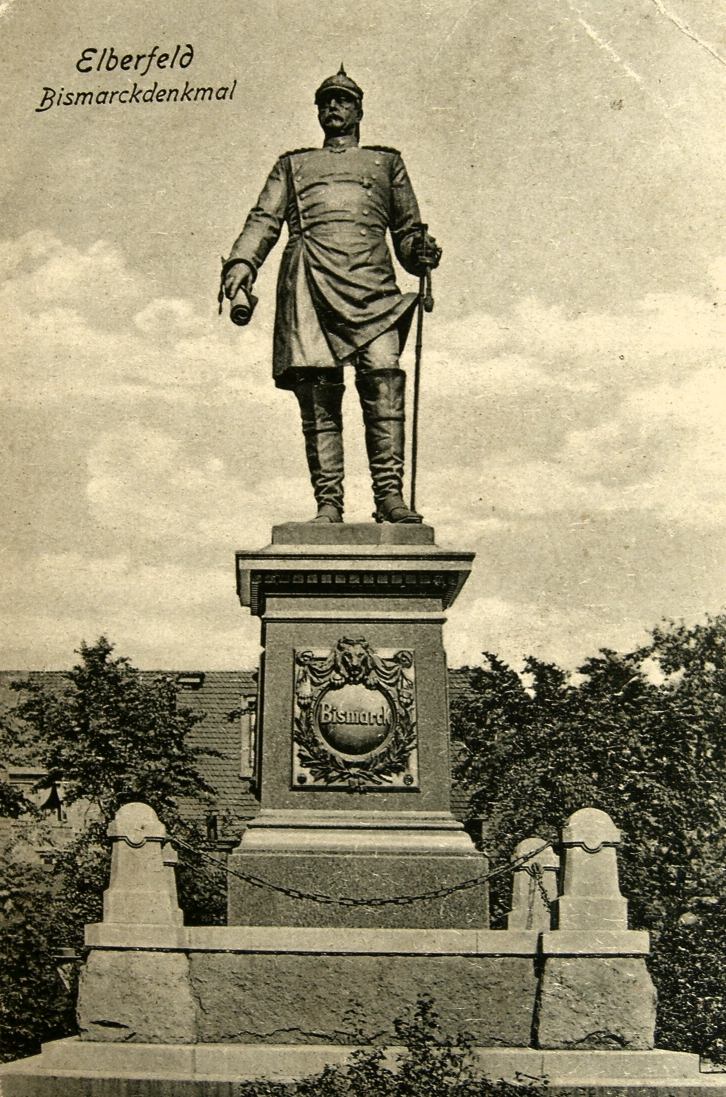
Bismarck-Denkmal – 1898 in Elberfeld
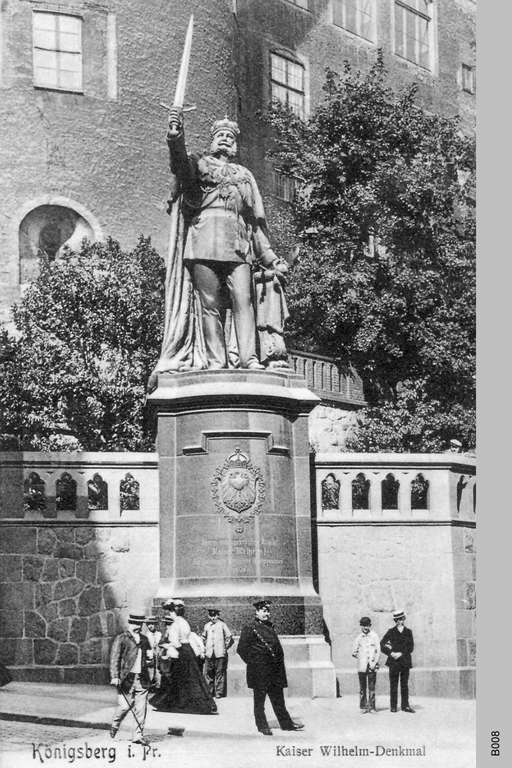
Kaiser Wilhelm I. – Denkmal in Königsberg
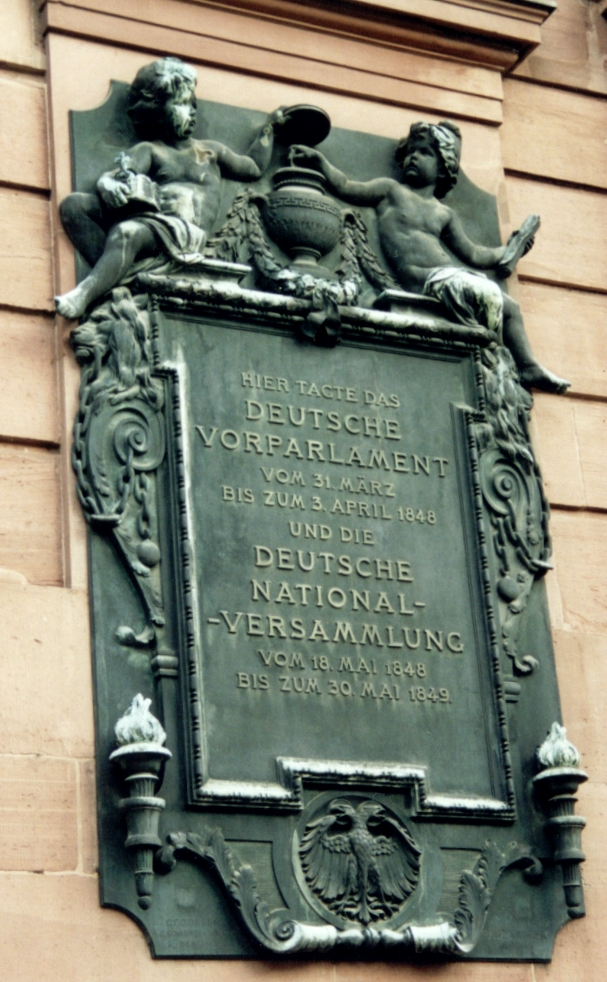
Tafel an der Frankfurter Paulskirche